# Hartmanns Frølager
|  | Denne artikel er oprettet af botten Steenthbot ud fra en ekstern database. Den kan derfor have sproglige fejl eller mangler. Denne skabelon kan fjernes efter kontrol af indholdet. |

Hartmanns Frølager er en dansk dokumentarfilm fra 1920 instrueret af Peter Elfelt.

## Handling
Hartmanns Frølager i Glostrup var et verdensomspændende firma. Hjalmar Hartmann (1870-1945) var gartneruddannet og havde videreuddannet sig dels på universitetet i København og i udlandet. Firmaet Hjalmar Hartmann og Co. blev etableret i 1899 og var først og fremmest baseret på frøavl og import og eksport af frø med Tyskland, Rusland og USA som de væsentligste afsætningsmarkeder. Hartmann fik ved opførelsen af et nyt firmadomicil i 1919 landets hidtil største og mest moderne frøpakhus til sin rådighed. Samtidig fik hans forsøgsmarker, der lå flere steder i Københavnsområdet (i Glostrup, Albertslund, Emdrup og på Amager), ry for at være blandt landets bedst drevne. Han udvidede med opkøb af gårde og marker, så virksomheden rådede over mere end 250 ha. Hovedsædet, som i dag har adressen Stationsparken 37, var tegnet af arkitekt Gotfred Tvede (1863-1947). Filmen er bevaret med russiske mellemtekster og smukt håndkolorerede optagelser. Årstallet er anslået.